# Ross 154
Désignations
Ross 154, également désignée V1216 Sagittarii, est une étoile naine rouge proche du Soleil de la constellation du Sagittaire, distante de ∼ 9,71 a.l. (∼ 2,98 pc). Sa plus proche voisine est l'étoile de Barnard qui lui est distante de 5,41 al.

## Divers
Ross 154 est également le système planétaire de départ dans le jeu vidéo Frontier: Elite II. 